# Cimetière de Lexington
Le cimetière de Lexington est un cimetière et arboretum privé, à but non lucratif de 170 acre (69 ha), situé au 833 W. Main Street, à Lexington, au Kentucky. Il est ouvert au public de 8 heures à 17 heures.
Le cimetière de Lexington est créé en 1849 comme un lieu de beauté et un cimetière public, en partie pour faire face aux sépultures de l'épidémie de choléra dans la région. Il contient maintenant plus de 64000 tombes. 
Ses plantations comprennent des buis, des cerisiers, des pommiers, des cornus, des magnolias, des taxus, ainsi que des fleurs comme des bégonias, des chrysanthèmes, des iris, des jonquilles, des lantanas, des lys, et des tulipes. Un tilleul d'Amérique (Tilia Americana) se trouve également sur le terrain, le cimetière prétend qu'il est le plus grand dans le monde. Toutefois, cette déclaration n'est pas soutenue par le registre national des grands arbres, qui affirme que le plus grand tilleul d'Amérique est situé dans le comté de Montgomery, en Pennsylvanie.
Il y a trois lieux dans le cimetière qui sont indiqués séparément sur le Registre national des lieux historiques du cimetière principal : monument du soldat confédéré à Lexington, le mémorial confédéré des dames, et le cimetière national de Lexington. 

## Sépultures notables
Le cimetière de Lexington tient à jour une liste des sépultures notables, d'autres sont listées ici:

### A
- George Madison Adams (1837-1920) - vétéran de la guerre de Sécession, le membre du congrès des États-Unis
- James Allen Lane (1849-1925) - auteur

### B
- Milton K. Barlow (1818-1891) -inventeur du planétarium
- James Burnie Beck (1822-1890) - sénateur
- Charles Henry Berryman (1867-1946) - Gen pour la ferme d'Elmendorf de Mgr James Ben Ali Haggin 1904-1914, Postmaster de Lexington  1915-1917, président et copropriétaire de l'hôtel Phoenix (Lexington, Kentucky) 1920
- Clifton R. Breckinridge (1846-1932) - John Cabell Breckinridge, fils de
- John Cabell Breckinridge (1821-1875) - vice-président des États-Unis, major-général confédéré de la guerre de Sécession
- Gay Brewer (1932-2007) - golfeur
- Charles Jacob Bronston (1848-1909) - procureur du Commonwealth du 10e district 1879-1895, sénateur du Kentucky 1896-1900, procureur local respecté
- Charles Jacob Bronston, Jr (1882-1961) - démocrate. Chambre des représentants du Kentucky 76e district 1940-1941 et 49e district 1948-1951
- Sanders Dewees Bruce (1825-1902) - général de l'armée de l'Union
- Aylette Buckner (1806-1869) - membre du congrès des États-Unis
- Joseph Henry Bush (1794-1865) - portraitiste
- Abraham Buford (1820-1884) -général confédéré de la guerre de Sécession, éleveur de chevaux

### C
- Henry Clay (1777-1852) - (président de la chambre avant la guerre de sécession , candidat à trois reprises à la présidentielle des États-Unis, architecte du compromis du Missouri
- James Brown Clay (1817-1864) - membre du congrès des États-Unis
- Laura Clay (1849-1941) - suffragette
- Marie Barr Clay (1839-1924) - leader du mouvement pour le droit de vote des femmes
- John Winston Coleman Jr (1898-1983) - historien, auteur
- Leslie Combs (1793-1881) - vétéran de la guerre de 1812, général
- Robert Wickliffe Cooper (1831-1867) - officier de l'armée de l'Union. Service après-guerre en tant que second commandant du 7th Cavalry (général. Geo. A. Custer). Mort ignominieusement avant de Little Big Horn.
- Jesse Orin Creech (1895-1948) - La Première Guerre Mondiale Fighter Ace
- Rev Spencer Cooper, administrateur de l'Université de Translyvania 1829. S'occupe des malades de l'épidémie de choléra de 1833, est devenu malade et ne se remet jamais complètement. Pasteur de l'Église méthodiste épiscopale dans la ville de Lexington. Propriétaire d'une maison de poudre (en fait de la poudre à canon).

### D
- Herman Lee Donovan, (1887-1964), quatrième président de l'université du Kentucky
- Benjamin Winslow Dudley (1785-1870), chirurgien. Nommé président de la chirurgie et de l'anatomie à la l'université de Transylvania 1809, et de nouveau en 1818. Pionnier de procédures chirurgicales, y compris l'enlèvement de pierres (gynécologique) et de la chirurgie crânienne pour l'épilepsie.
- Ethelbert Ludlow Dudley, docteur en médecine, et colonel de la guerre de Sécession
- Basil Wilson Duke (1838-1916) - général de la guerre de Sécession [2]
- George B. Duncan (1861-1950) - général de l'armée des États-Unis de la première guerre mondiale
- Henry Clay Dunlap (1828-1872) - brigadier général breveté de l'Union de la guerre de Sécession

### E
- Andrew Eugene Erwin (1830-1863) - officier de l'armée Confédérée de la guerre de Sécession

### F
- Joseph S. Fowler (1820-1902) - sénateur

### G
- John R. Gaines (1928-2005) - pionnier, philanthrope
- John M. Gaver, Sr (1900-1982) - entraîneur de chevaux de course
- Randall L. Gibson (1832-1892) - sénateur, brigadier général breveté confédéré de la guerre de Sécession
- Thomas Boston Gordon (1816-1891) - l'un des fondateurs de la fraternité Beta Theta Pi
- Gordon Granger (1822-1876) - major général de l'Union de la guerre de Sécession

### H
- Henry Hampton Halley (1874-1965) - auteur du Halley's Bible Handbook
- Roger Hanson (1827-1863) - brigadier général breveté confédéré de la guerre de Sécession
- Hal Prix Headley (1888-1962) - propriétaire de chevauxde course/éleveur
- Thomas H. Hunt (1815-1884) - officier confédéré de la guerre de Sécession
- Thomas Hughes (1789-1862), Propriété de la ferme, appelée plus tard Elmendorf Farm de 1855 à 1862. Quand il l'a acheté à Carter Harrison, Sr , elle a été appelée Clifton.
- William Thomas Hughes (1832-1874) WT, fils de Thomas, a hérité de la ferme, appelé plus tard Elmendorf Farm en 1862. Il a commencé à acheter des terres à des taux d'intérêt élevés, et à élever un troupeau de bovins. Il fut assassiné par son oncle pour le défaut de paiement sur un prêt.

### J
- John Telemachus Johnson (1788-1856) - membre du Congrès des États-Unis

### K
- William P. Kimball (1857-1926) - membre du Congrès des États-Unis

### L
- Thomas Lewinski, architecte

### M
- Gene Markey (1895-1980) - scénariste d'Hollywood et producteur et officier de la marine des États-Unis décoré - vétéran de la première guerre mondiale et de la seconde guerre mondiale
- Lucille P. Markey (1896-1982) - propriétaire, Calumet Farm, épouse de Gene Markey
- Alexander Marshall (1808-1884) - membre du Congrès des États-Unis
- Thomas Alexander Marshall (1794-1871) - membre du Congrès des États-Unis
- Henry Brainerd McClellan (1840-1904) - officier de l'armée confédérée de la guerre de Sécession, auteur, éducateur
- Byron McClelland (1855-1897), propriétaire/éleveur de chevaux de course pur-sang
- Hugh McKee (1844-1871) - officier de la marine
- John McMurtry (1812-1890), constructeur et architecte
- John Hunt Morgan (1825-1864) - Guerre Civile en général Confédéré

### P
- Rév. Dr Charles Lynn Pyatt, doyen du Colleège of the Bible

### R
- James Reilly (1811-1863) - homme politique
- George Robertson (1790-1874) - membre du Congrès des États-Unis
- Arthur B. Rouse (1874-1956) - membre du Congrès des États-Unis
- Adolph Rupp (1901-1977) - entraîneur inscrit au temple de la nommée du basket-ball

### S
- George S. Shanklin (1807-1883) - membre du Congrès des États-Unis
- Jouett Shouse (1879-1968) - membre du Congrès des États-Unis
- Cincinnatus Shryock (1816-1888) - architecte
- William "King" Solomon, (1775-1854) - ivrogne de la ville, héros de la Ville - L'épidémie de choléra de 1833 a tué 500 habitants en 2 mois. King Solomon est resté à Lexington pour creuser les tombes, gagnant le respect durable de la ville[3].
- King Swope (1893-1961) - membre du Congrès des États-Unis

### T
- Barak G. Thomas (1826-1906),  éleveur de chevaux de course pur-sang
- Eliza Parker Todd - épouse de Robert Smith Todd et mère de Mary Todd Lincoln
- Levi Todd (1756-1807), un des fondateurs de Lexington et grand-père de Mary Todd Lincoln
- Lyman Beecher Todd, MD (18 ans? – 1901) cousin de Mary Todd Lincoln. Ami proche de Lincoln. L'un des médecins qui a aidé à traiter le président la nuit de l'assassinat.
- Robert Smith Todd (17? – 1849), père de Mary Todd Lincoln, Fils de Levi Todd
- William Henry Townsend (1890-1964) - historien et auteur

### U-V
- Thomas R. Underwood (1898-1956) - membre du Congrès des États-Unis, sénateur
- Solomon Van Meter, Sr (1818-1859) agriculteur et importateur de bovins shorthorn, Duncastle Farm
- Solomon Lee Van Meter (1859-1928), membre de la législature de l'État du Kentucky élu en 1899, agriculteur. Fils de Solomon Van Meter. Propriétaire de Shenandoah Hall sur la Bryan Station Pike[4].
- Solomon Lee Van Meter, Jr (1888-1937) inventeur du Ripcord Backpack Parachute, fils de Salomon Lee Van Meter.
- 2nd Lt Salomon Lee Van Meter, III (1925-1953) Pilote mort pendant la guerre de Corée, fils de S. L. Van Meter, Jr
- James Albert Varney, Sr (1910-1985) - père de Jim Varney
- Jim Varney (1949-2000) - acteur mieux connu pour le rôle d'Ernest P. Worrell
- Louise H. Varney (1913-1994) - mère de Jim Varney

### W
- Elisha Warfield (1781-1859), médecin, universitaire,  éleveur de chevaux de course pur-sang
- Ethelbert Dudley Warfield (1861-1936), président d'université
- Daniel Carmichal "DC" Wickcliffe (1810-1870) [5] whig/démocrate, secrétaire d'État du Kentucky, 1862-63, propriétaire de journal et rédacteur en chef du "Lexington Observer & Reporter" 1838-1865
- Katharine E. Wilkie (1904-1980) - auteur
- Elisha I. Winter (1781-1849) - membre du Congrès des États-Unis